# Soyuz TMA-21
Soyuz TMA-21 foi uma missão do programa russo Soyuz à Estação Espacial Internacional, realizada entre 4 de abril e 16 de setembro de 2011. Ela transportou três integrantes da Expedição 27, sendo o 109º voo do programa Soyuz. A nave ficou acoplada à ISS durante todo o transcurso da missão de longa permanência na ISS, servindo como escape de emergência.
Este voo comemorou o 50º aniversário da ida do primeiro homem ao espaço, Yuri Gagarin.

## Tripulação
| Posição             | Cosmo/Astronauta       |
| ------------------- | ---------------------- |
| Comandante          | Aleksandr Samokutyayev |
| Engenheiro de voo 1 | Andrei Borisenko       |
| Engenheiro de voo 2 | Ronald Garan Jr.       |

## Parâmetros da Missão
- Massa: 7.200 kg
- Perigeu: 343 km
- Apogeu: 347 km
- Inclinação: 51,60°
- Período orbital: 91,40 minutos

## Insígnia
A insígnia da missão, comemorativa dos 50 anos da ida de Yuri Gagarin ao espaço, foi aprovada pela Agência Espacial Russa em dezembro de 2010. Ela foi criada baseada num desenho de um jovem artista de 11 anos, Marciel Santos Kayle, da Guiana Francesa.Segundo a Roskosmos, o desenho de Marcel foi escolhido porque mostrava Gagarin e sua nave Vostok 1.

## Lançamento e acoplagem
A TMA-21 foi lançada da plataforma Gagarin - a mesma de onde Gagarin foi lançado e que leva seu nome desde então - do Cosmódromo de Baikonur, as 23:18 UTC de 4 de abril de 2011, levando o retrato de Gagarin pintado em seu exterior.A acoplagem com a ISS se deu dois dias depois, em 6 de abril, no módulo Poisk da estação, quando ela se encontrava sobre a Cordilheira dos Andes, no Chile. A nave permaneceu acoplada como saída de emergência até o fim da Expedição 27.

## Retorno e aterrissagem
Inicialmente, o retorno da tripulação estava marcado para o dia 8 de setembro, mas a data foi adiada devido à falha no lançamento e posterior queda antes de atingir à órbita, da nave de carga e suprimentos Progress M-12M, a primeira falha deste tipo de espaçonaves não-tripuladas desde que este programa começou em 1978.
Depois do desacoplamento, às 00:38 UTC de 16 de setembro, devido a um aparente mau funcionamento das comunicações, a voz dos tripulantes desapareceu logo após a ignição dos motores da nave para o início das manobras de saída da órbita, propiciando alguns momentos de tensão no controle de terra, mas a reentrada e a descida ao solo decorreram normalmente.  Não houve nenhuma explicação imediata para a falha nas comunicações.
O comandante Aleksandr Samokutyayev e os engenheiros de voo Andrei Borisenko e Ronald Garan tocaram o chão às 03:59 UTC, nas planícies do Casaquistão central, sendo recebidos pelas equipes de busca e resgate da Agência Espacial Russa e médicos da NASA. Três aviões Antonov, 14 helicópteros Mi-8 e sete veículos terrestres tomaram parte no resgate da Soyuz TMA-21 e sua tripulação.
Após rápidos exames médicos, que comprovou a boa condição física dos três, eles foram transportados até Qaraghandy para uma recepção de boas vindas. De lá, os russo foram transportados para sua base na Cidade das Estrelas e Garan embarcou num jato de volta ao Johnson Space Center, em Houston, Estados Unidos.

## Galeria

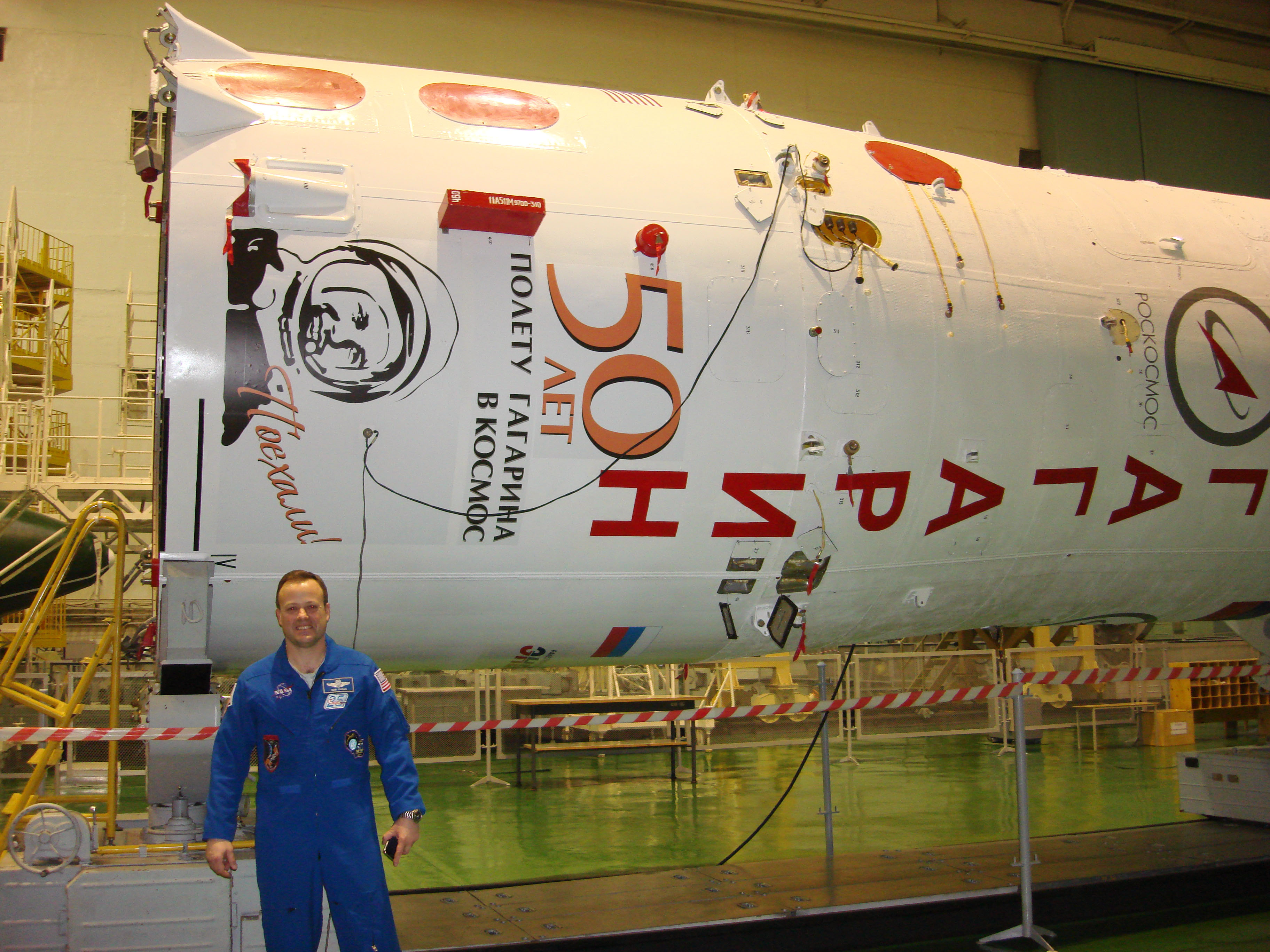
Ronald Garan Jr. em frente ao foguete que transportou a nave, com o nome de Gagarin pintado nele.
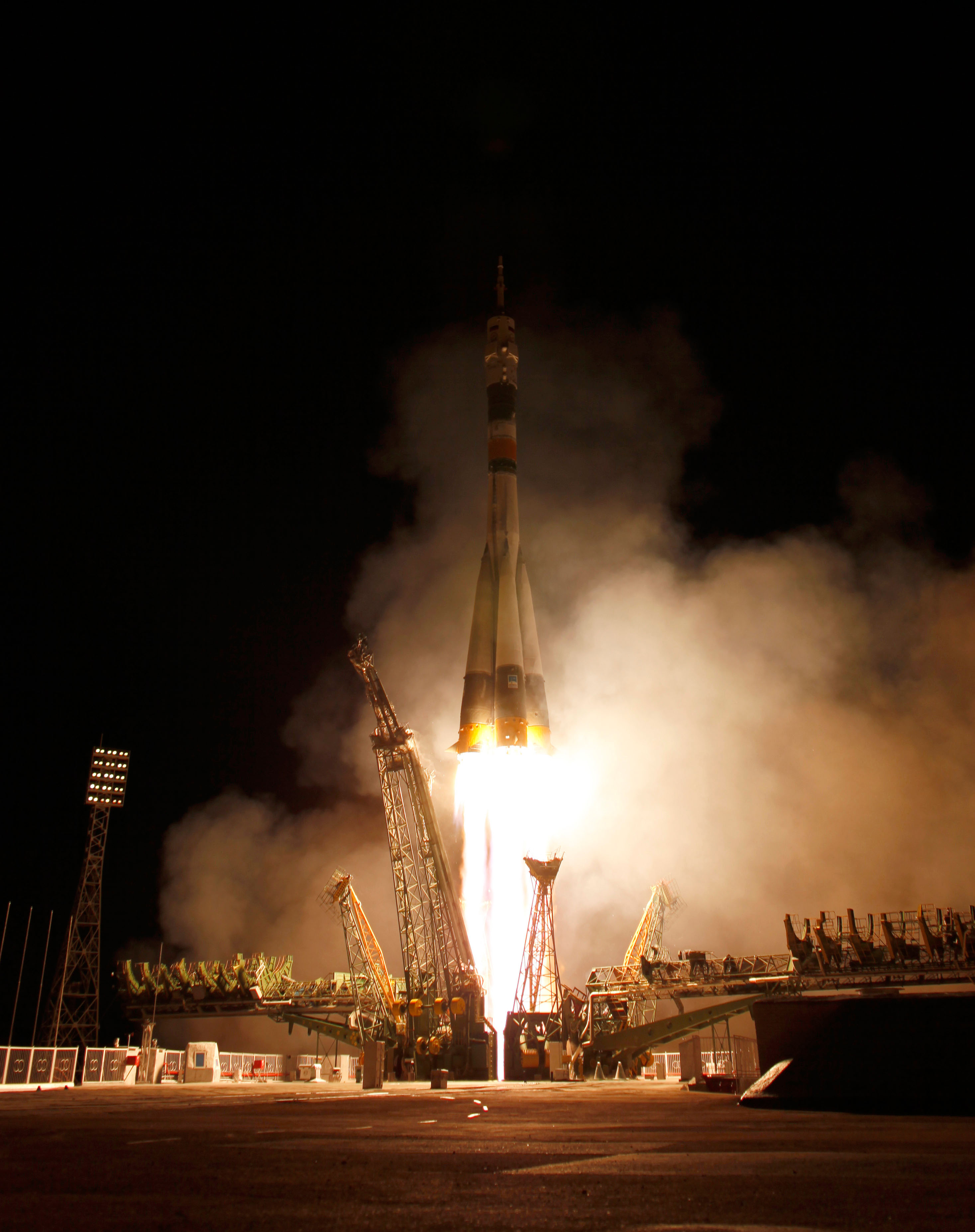
O lançamento do Cosmódromo de Baikonur.
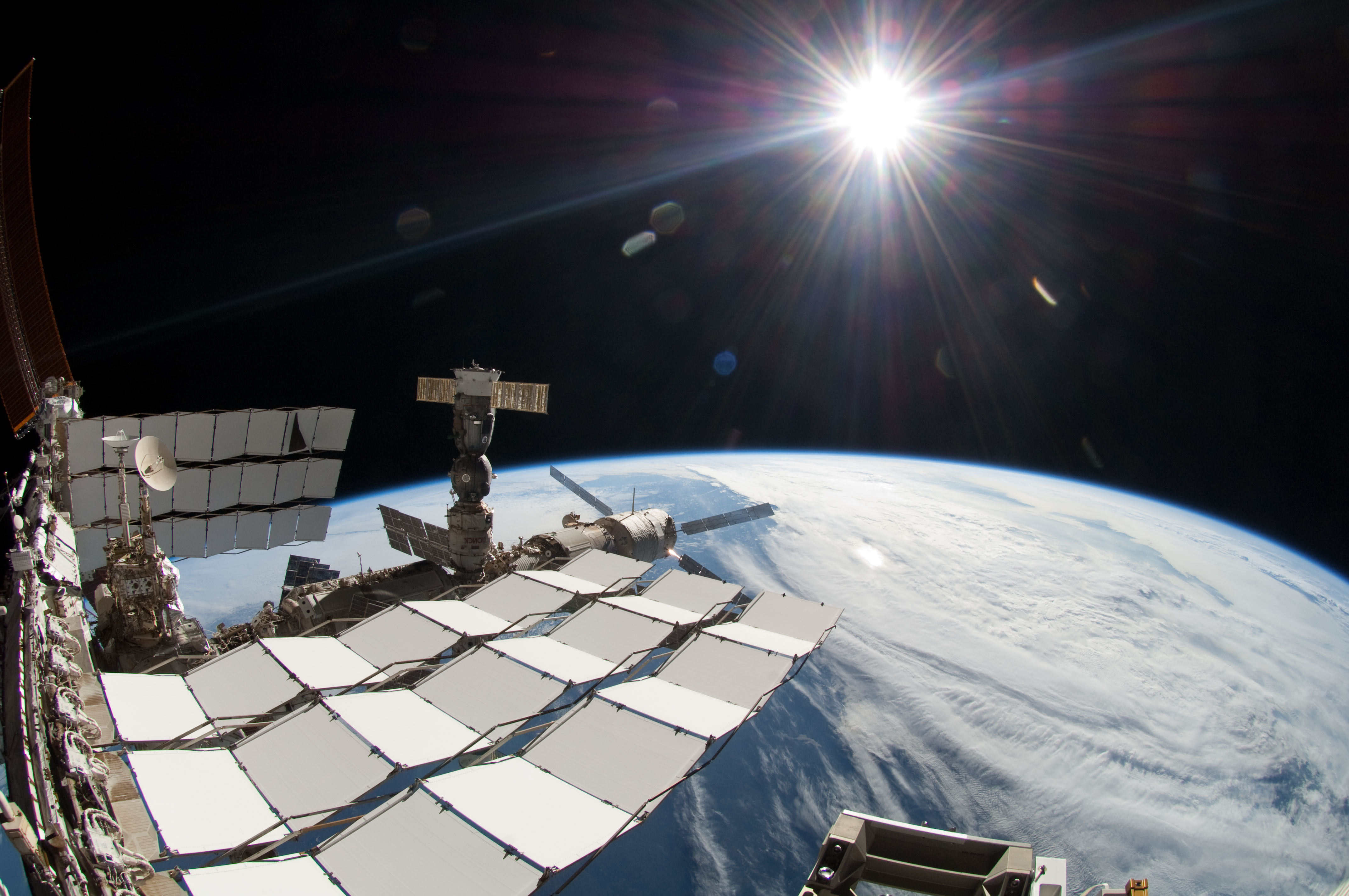
A Soyuz TMA-21 acoplada à ISS.
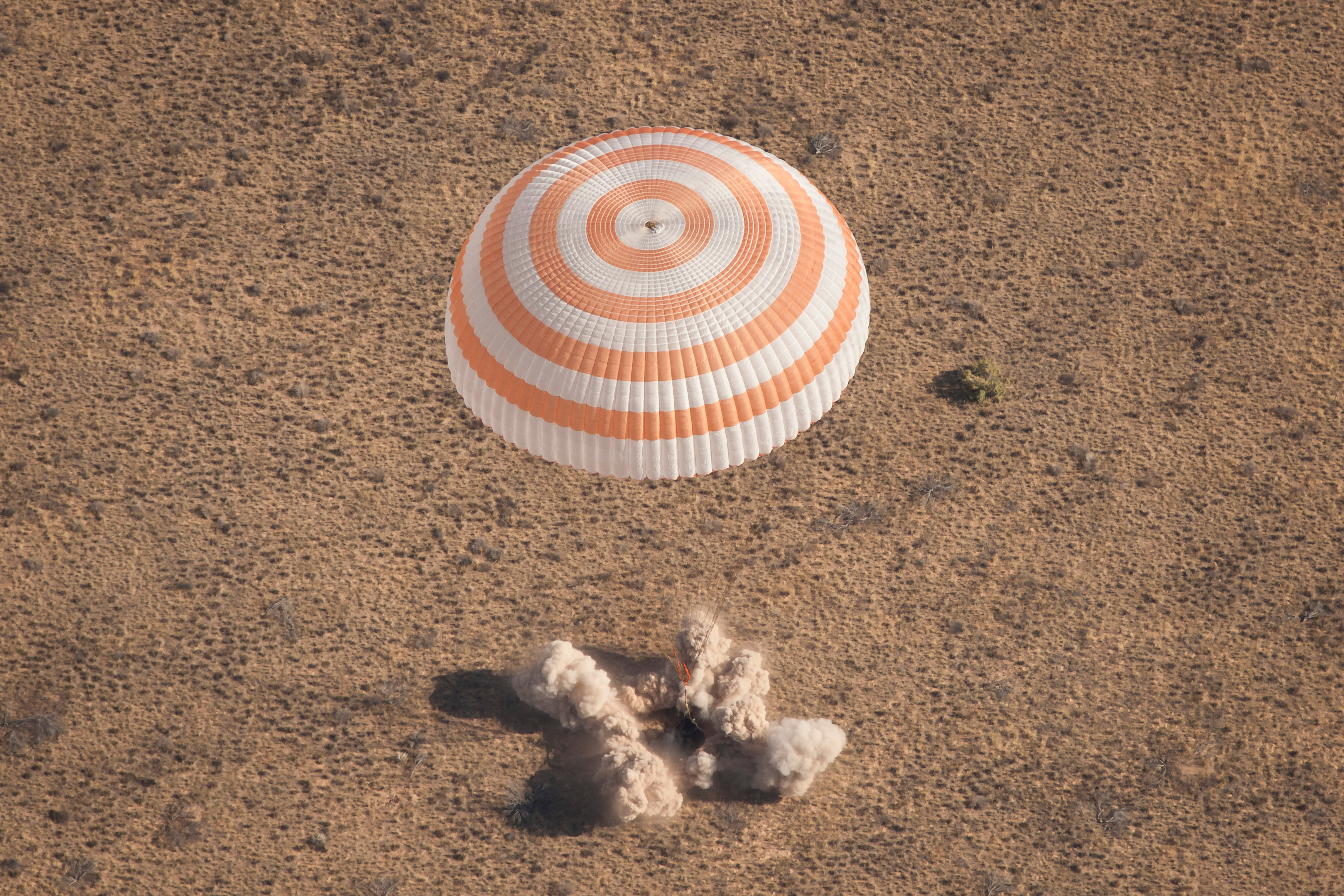
A cápsula toca o chão nas estepes do Casaquistão.
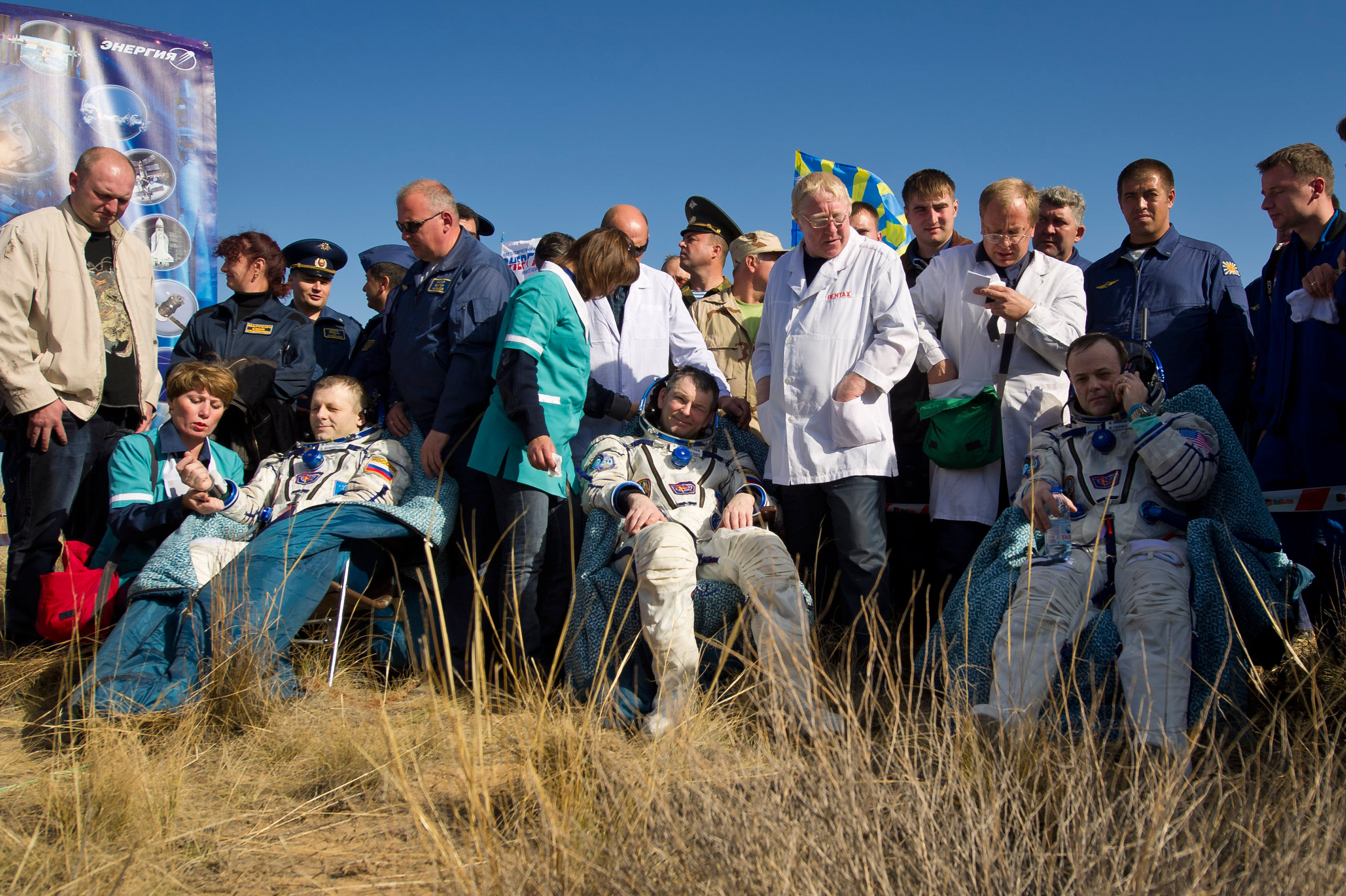
A tripulação e a equipe de resgate logo após a aterrissagem.